# Khadija Sultana
Khadija Sultana, född i Golkonda, Indien, 1600, död efter 1665, var sultaninna av det indiska sultanatet Bijapur. Hon var regent mellan 1656 och 1661 som förmyndare för sin döde makes son, sultan Ali Adil Shah II av Bijapur.

## Biografi
Khadija Sultana var dotter till Muhammad Qutb Shah av Golkonda (1593–1626); hennes mor var okänd. 
Khadija Sultana blev 1633 gift med sultan Muhammad Adil Shah av Bijapur (1613–1656), från 1626 till 1656 sultan av Bijapur. Hon var den främsta av hans hustrur med titeln Bari Sahiba. Hon spelade i slutet av 1635 eller början av 1636 en nyckelroll i en palatskupp där en minister (Khawas Khan) avsattes.
Efter makens död år 1656 blev hon regent för hans omyndige son och efterträdare. Det är okänt huruvida han var hennes biologiske son: rykten började cirkulera om att han var en bastard, vilket togs som förevändning av mogulkejsaren att invadera sultanatet. Enligt en samtida engelsk källa var Ali son till Muhammad och en av hans konkubiner. Hon var allierad med det holländska kompaniet, och skickade 1659 trupper till kompaniets attack på Goa.
Khadija Sultanas regeringstid upphörde år 1661. Vid sin pilgrimsfärd till Mecka 1661 fick hon transport på ett av kompaniets fartyg. Det var exceptionellt, inte bara eftersom medlemmar i indiska dynastier oftast bara använde sina egna fartyg på väg till Mecka, utan också för att hon som muslimsk kvinna färdades med icke-muslimer. Hon och hennes kvinnliga personal fördes ombord på båten mellan en korridor av skärmar, till en båt som också var försedd med ett tält. Det är inte känt hur mycket kontakt Khadija hade med den holländska personalen ombord, men en framträdande detalj är att den nederländska understyrmannen och en engelsk sjöman under resan konverterade till islam och stannade kvar i Mecka när fartyget hade förtöjt där. Detta resulterade i en internationell skandal, eftersom detta skulle ha varit på grund av Khadija. Även år senare förnekade Khadija all inblandning.
Khadija återvände år 1662 på ett indiskt fartyg tillbaka till Bijapur. Hon reste 1663 till Persien och de heliga shiitiska platserna i Irak. Spåren efter henne upphör 1665.